# Skuggan av Svampen
Skuggan av Svampen är en svensk rapgrupp med rötter i Örebro. Gruppen skapades kring 1997. Första åren vad det ett löst kollektiv som släppte en CD-r under namnet Chillinggänget. Efter några år kristalliserades musikgrenen av Skuggan av Svampen crew till en rapgrupp med fyra medlemmar: Skivling, Nattmackan aka Floss Dworkin, Skamlös aka Kängan och Vandalex. 
Låten "Jesus var en B-boy" släpptes på samlingsskivan "jakten på under orden III" skivbolaget Streetzone år 2002. 
Rapparen Alex Zika, mer känd som Vandalex, född 12 april 1982, avled den 27 maj 2009. Många events har tillägnats Zika vid hans död, grupper på Facebook, namn på buss i Örebro och konstutställningar. En av hans mest kända sololåtar är "Polis Poesi".
Från 2002 till 2016 gick gruppen under kollektivet/etiketten On Axis. 
Från och med 2016 ligger de på skivetiketten BRA GREJER som drivs av medlemmar av "Skuggan".

## Diskografi
- 1000kg lättare (2019, BRA GREJER)
- Erkänn (2018, BRA GREJER)
- Gud pissar mig i ansiktet varje dag (2018, BRA GREJER)
- Dusch (2017, BRA GREJER)
- Måste dra (2017, BRA GREJER)
- Tvåan (2017, BRA GREJER)
- Stackars dig - The Ponda Baba Files (2016, BRA GREJER)
- Dirty (2014, OnAxis)
- 599 33 (2014, OnAxis)
- Stugan (2014, OnAxis)
- Vesuvion (2013, OnAxis)
- Stackars dig (2013, OnAxis)
- Sveriges Hoppsan! (2006, OnAxis)
- Jesus var en B-boy (2002, StreetZone)
- Chillinggänget (2001, Hard Danger Studio)